# Ganaoni
Ganaoni este o comună din regiunea Savanes, Coasta de Fildeș.